# Гојник
Гојник (грч. Γοΐνικος) је био српски кнез из друге половине IX века који је припадао династији Властимировића и најмлађи син њеног родоначелника, кнеза Властимира.
Након очеве смрти (око 851. године), он је са старијом браћом (Мутимиром и Стројимиром) преузео власт у Србији. Они су заједничким снагама одбили напад суседних Бугара, али је касније дошло до сукоба међу њима из којих је Мутимир изашао као победник, док су млађа браћа заробљена и послата у Бугарску као заробљеници.
Гојников син Петар, рођен почетком осме деценије IX века, спада међу прве српске принчеве који носе хришћанска имена, због чега се сматра да су Гојник и његова браћа у то доба примила хришћанство. Сам Петар је касније преузео власт у Србији (око 892. године) и владао њоме више од две деценије.

## Извори и литература

### Викизворник
- Константин Порфирогенит, „De administrando Imperio“ („О управљању Царством“) (глава 32)